# Tamași, Ilfov
Tamași este un sat în comuna Corbeanca din județul Ilfov, Muntenia, România.